# Baron Henley
Baronowie Henley 1. kreacji (parostwo Wielkiej Brytanii)
- 1760–1772: Robert Henley, 1. hrabia Northington
- 1772–1786: Robert Henley, 2. hrabia Northington

Baronowie Henley 2. kreacji (parostwo Irlandii)
- 1799–1830: Morton Frederick Eden, 1. baron Henley
- 1830–1841: Robert Henley Henley, 2. baron Henley
- 1841–1898: Anthony Henley Henley, 3. baron Henley, kreowany w 1885 r. 1. baronem Northington
- 1898–1923: Frederick Henley Henley, 4. baron Henley
- 1923–1925: Anthony Ernest Henley Henley, 5. baron Henley
- 1925–1962: Francis Robert Eden, 6. baron Henley
- 1962–1977: Michael Francis Eden, 7. baron Henley
- 1977 -: Oliver Michael Robert Eden, 8. baron Henley

Najstarszy syn 8. barona Henley: John Michael Oliver Eden